# فيشا سليم
فيشا سليم إحدى قرى مركز طنطا التابع لمحافظة الغربية بجمهورية مصر العربية.

## التاريخ
قرية فيشا سليم من القرى القديمة، أسمها الأصلي فيشة ذكرها ابن حوقل في كتابه المسالك والممالك باسم فيشة بني سليم، وقد وردت بعدة أسماء محرفة في كتاب نزهة المشتاق والمواضع الأخرى مثل فيس أنمار وفيس أنهار وقيس ألهار وقبيسة وقنبسة وقبيشة. وذكرت في عدة مواضع أخرى باسمها الحالي ولكن بتقلب بين أنها من أعمال الغربية أو المنوفية.
وردت باسم «فيشة سليم» في أعمال المنوفية ضمن قرى الروك الصلاحي التي أحصاها ابن مماتي في كتاب قوانين الدواوين، كما وردت باسم «فيشة سليم فيشه المنارة» في أعمال الغربية ضمن قرى الروك الناصري التي أحصاها ابن الجيعان في كتاب «التحفة السنية بأسماء البلاد المصرية»، وقد عرفت بالمنارة لوجود منارة عالية بها في ذلك الوقت اشتهرت بها. وردت باسم «فيشه سليم» في التربيع العثماني الذي أجراه الوالي العثماني سليمان باشا الخادم في عصر السلطان العثماني سليمان القانوني ضمن قرى ولاية الغربية.
كان أهل هذه القرية في القرن التاسع عشر يشتهرون بزراعة الكتان. ذكرت القرية في تعداد 1882 ضمن جداول مركز تلا بمديرية المنوفية، ولكن وردت ضمن قرى مركز طنطا في تعداد 1897. نمت القرية عمرانيًا بنسبة 31.9% في فترة 78-1995 وهي أعلى نسبة بين قرى المركز.

## التعليم
تصل نسبة الأمية في القرية إلى 30.72% بين من تجاوزوا العاشرة من عمرهم، بينما تصل نسبة من حصلوا على تعليم جامعي إلى 3.5% من جملة السكان.

## السكان
بلغ عدد سكان فيشا سليم 24,467 نسمة حسب تقدير عام 2018. ذكر في تعداد 1986 أن القرية بها أقلية مسيحية.
| السنة  | 1882 | 1897 | 1907 | 1927 | 1947 | 1960 | 1976 | 1986   | 1996   | 2006   | 2018   |
| ------ | ---- | ---- | ---- | ---- | ---- | ---- | ---- | ------ | ------ | ------ | ------ |
| القرية | 3197 | 4031 | 4644 | 4766 | 5090 | 6329 | 8138 | 10,683 | 14,139 | 16,444 | 24,467 |